# Gornja Trešnjevica
Gornja Trešnjevica (em cirílico: Горња Трешњевица) é uma vila da Sérvia localizada no município de Aranđelovac, pertencente ao distrito de Šumadija, na região de Šumadija e Jasenica. A sua população era de 405 habitantes segundo o censo de 2011.

## Demografia
| 1948 | 1953 | 1961 | 1971 | 1981 | 1991 | 2002 | 2011 |
| ---- | ---- | ---- | ---- | ---- | ---- | ---- | ---- |
| 1546 | 1497 | 1438 | 1159 | 943  | 704  | 583  | 405  |